# Kategoria Superiore (2015/2016)
2015/16 Kategoria Superiore – 77. edycja najwyższych w hierarchii rozgrywek ligowych w Albanii oraz 16. edycja pod nazwą Kategoria Superiore.
Brało w niej udział 10 drużyn, które w okresie od 21 sierpnia 2015 do 21 maja 2016 rozegrały 36 kolejek. Tytuł obroniła drużyna Skënderbeu. W tym roku bezpośrednio spadły dwie ostatnie drużyny.

## Uczestniczące drużyny
| Uczestnicy z poprzedniej edycji                                                                               | Uczestnicy z poprzedniej edycji | Uczestnicy z poprzedniej edycji | Uczestnicy z poprzedniej edycji |
| --- | ------------------------------- | ------------------------------- | ------------------------------- |
| SKË | Skënderbeu Korcza               | 1                               |                                 |
| KUK | Kukësi                          | 2                               |                                 |
| PAR | Partizani Tirana                | 3                               |                                 |
| TIR | KF Tirana                       | 4                               |                                 |
| LAÇ | KF Laçi                         | 5                               |                                 |
| FLV | Flamurtari Vlora                | 6                               |                                 |
| VLS | KF Vllaznia                     | 7                               |                                 |
| TEU | Teuta Durrës                    | 8                               |                                 |
| Awans z Kategoria e Parë (2014/2015)                                                                          |                                 |                                 |                                 |
| TPU | Tërbuni Pukë                    | 1 (gr. A)                       |                                 |
| BYL | Bylis Ballsh                    | 1 (gr. B)                       |                                 |
| Oznaczenia: - kolumna pierwsza – skróty nazw drużyn, - kolumna trzecia – miejsce zajęte w poprzednim sezonie. |                                 |                                 |                                 |

### Personel
| Drużyna          | Prezes             | Trener           | Kapitan          |
| ---------------- | ------------------ | ---------------- | ---------------- |
| Bylis Ballsh     | Agron Kapllanaj    | Stavri Nica      | Maringlen Shoshi |
| Flamurtari Vlorë | Sinan Idrizi       | Gentjan Mezani   | Bruno Telushi    |
| KF Laçi          | Pashk Laska        | Armando Cungu    | Stipe Buljan     |
| Partizani Tirana | Gazment Demi       | Sulejman Starova | Alban Hoxha      |
| Skënderbeu Korçë | Ardian Takaj       | Mirel Josa       | Bledi Shkëmbi    |
| Teuta Durrës     | Edmond Hasanbelliu | Gugash Magani    | Bledjan Rizvani  |
| KF Tirana        | Refik Halili       | Ilir Daja        | Ervin Bulku      |
| Tërbuni Pukë     | Grand Frroku       | Samuel Nikaj     | Arbër Mone       |
| Vllaznia Shkodër | Voltana Ademi      | Luan Zmijani     | Ndriçim Shtubina |
| Kukësi           | Safet Gjici        | Klodian Duro     | Rrahman Hallaçi  |

### Zmiany trenerów
| Drużyna          | Odchodzący trener | Data odejścia   | Nowy trener      | Data przybycia  |
| ---------------- | ----------------- | --------------- | ---------------- | --------------- |
| Partizani Tirana | Shpëtim Duro      | 29 maja 2015    | Sulejman Starova | 30 maja 2015    |
| KF Tirana        | Ndubuisi Egbo     | 30 maja 2015    | Shkëlqim Muça    | 30 maja 2015    |
| Teuta Durrës     | Gentian Begeja    | 31 maja 2015    | Gugash Magani    | 1 czerwca 2015  |
| Bylis Ballsh     | Roland Nenaj      | 31 maja 2015    | Agim Canaj       | 28 lipca 2015   |
| Flamurtari Vlorë | Ernestino Ramella | 31 maja 2015    | Stanislav Levý   | 6 lipca 2015    |
| FK Kukësi        | Miodrag Radanović | 14 czerwca 2015 | Marcello Troisi  | 15 czerwca 2015 |
| Tërbuni Pukë     | Elvis Plori       | 14 czerwca 2015 | Samuel Nikaj     | 11 czerwca 2015 |

## Tabela
| Lp. | Drużyna        | M  | Z  | R  | P  | B+ | B- | +/– | Pkt | Kwalifikacja lub spadek                                      |
| --- | -------------- | -- | -- | -- | -- | -- | -- | --- | --- | ------------------------------------------------------------ |
| 1   | Skënderbeu (M) | 36 | 25 | 4  | 7  | 73 | 27 | +46 | 79  |                                                              |
| 2   | Partizani      | 36 | 21 | 11 | 4  | 51 | 21 | +30 | 74  | Kwalifikacja do Liga Mistrzów UEFA • II runda kwalifikacyjna |
| 3   | Kukësi (P)     | 36 | 18 | 9  | 9  | 41 | 25 | +16 | 63  | Kwalifikacja do Liga Europy UEFA • I runda kwalifikacyjna    |
| 4   | Tirana         | 36 | 18 | 9  | 9  | 43 | 28 | +15 | 63  | Kwalifikacja do Liga Europy UEFA • I runda kwalifikacyjna    |
| 5   | Tërbuni        | 36 | 13 | 14 | 9  | 37 | 25 | +12 | 53  |                                                              |
| 6   | Vllaznia       | 36 | 11 | 6  | 19 | 36 | 42 | −6  | 39  |                                                              |
| 7   | Laçi           | 36 | 8  | 12 | 16 | 30 | 48 | −18 | 36  |                                                              |
| 8   | Flamurtari     | 36 | 9  | 11 | 16 | 34 | 44 | −10 | 35  |                                                              |
| 9   | Bylis (S)      | 36 | 8  | 8  | 20 | 27 | 53 | −26 | 32  | Spadek do Kategoria e Parë                                   |
| 10  | Teuta (S)      | 36 | 4  | 6  | 26 | 22 | 81 | −59 | 18  | Spadek do Kategoria e Parë                                   |

1. ↑  Skënderbeu zostało wykluczone z udziału w europejskich rozgrywkach przez UEFA za ustawianie meczów[1][2].
2. ↑  Partizani zastąpił Skënderbeu w Lidze Mistrzów[3].
3. ↑  Flamurtari odjęli trzy punkty[4].

## Wyniki
| Gospodarz \ Gość | BYL | FLA | KUK | LAÇ | PAR | SKË | TËR | TEU | TIR | VLL | BYL | FLA | KUK | LAÇ | PAR | SKË | TËR | TEU | TIR | VLL |
| ---------------- | --- | --- | --- | --- | --- | --- | --- | --- | --- | --- | --- | --- | --- | --- | --- | --- | --- | --- | --- | --- |
| Bylis            |     | 2–3 | 1–1 | 1–0 | 1–2 | 1–4 | 0–2 | 2–1 | 0–1 | 3–1 |     | 0–0 | 0–2 | 1–0 | 0–2 | 1–1 | 4–0 | 0–1 | 0–0 | 0–1 |
| Flamurtari       | 0–0 |     | 0–1 | 0–0 | 0–0 | 3–1 | 7–0 | 0–1 | 0–2 | 2–0 | 0–0 |     | 0–1 | 0–1 | 1–1 | 0–2 | 1–1 | 1–0 | 2–1 | 2–0 |
| Kukësi           | 2–0 | 1–0 |     | 1–0 | 0–1 | 2–1 | 1–0 | 3–0 | 0–1 | 1–0 | 3–0 | 4–0 |     | 1–0 | 0–1 | 1–0 | 1–0 | 2–2 | 2–1 | 0–0 |
| Laçi             | 3–1 | 2–1 | 1–1 |     | 2–3 | 0–3 | 4–0 | 2–2 | 1–1 | 2–0 | 0–1 | 1–2 | 1–1 |     | 0–0 | 0–2 | 0–0 | 1–2 | 0–3 | 3–2 |
| Partizani        | 1–1 | 2–1 | 2–0 | 1–1 |     | 2–1 | 4–0 | 0–1 | 1–0 | 1–0 | 1–2 | 1–1 | 1–0 | 2–0 |     | 1–1 | 4–0 | 1–2 | 2–0 | 3–0 |
| Skënderbeu       | 4–0 | 2–0 | 1–0 | 4–0 | 1–0 |     | 4–0 | 2–2 | 2–1 | 3–1 | 3–0 | 5–1 | 3–1 | 6–1 | 0–1 |     | 2–3 | 1–0 | 1–0 | 2–1 |
| Teuta            | 4–2 | 1–0 | 1–1 | 1–1 | 1–2 | 0–2 |     | 0–1 | 1–2 | 0–3 | 0–1 | 0–2 | 1–2 | 1–1 | 0–0 | 1–3 |     | 1–4 | 1–3 | 0–4 |
| Tirana           | 3–0 | 3–1 | 1–0 | 0–1 | 0–1 | 0–1 | 3–1 |     | 0–0 | 2–0 | 1–0 | 1–1 | 0–0 | 3–0 | 0–2 | 1–1 | 2–1 |     | 0–0 | 1–0 |
| Tërbuni          | 0–0 | 1–1 | 2–1 | 0–0 | 0–0 | 1–2 | 3–0 | 2–0 |     | 0–0 | 2–0 | 0–0 | 1–1 | 1–0 | 2–2 | 0–1 | 3–0 | 0–0 |     | 1–0 |
| Vllaznia         | 3–2 | 4–0 | 1–1 | 0–1 | 1–2 | 0–1 | 2–0 | 0–1 | 1–1 |     | 1–0 | 2–1 | 1–2 | 0–0 | 1–1 | 1–0 | 2–0 | 0–2 | 3–1 |     |

## Najlepsi strzelcy
| Bramki | Strzelcy         | Drużyna         |
| ------ | ---------------- | --------------- |
| 27     | Hamdi Salihi     | Skënderbeu      |
| 21     | Xhevahir Sukaj   | Partizani       |
| 15     | James Adeniyi    | Laçi/Skënderbeu |
| 14     | Elis Bakaj       | Tirana          |
| 10     | Peter Olayinka   | Skënderbeu      |
| 10     | Izair Emini      | Kukësi          |
| 9      | Artur Magani     | Teuta           |
| 7      | Mateus Lima Cruz | Kukësi          |
| 7      | Emiljano Musta   | Teuta           |
| 7      | Ardit Hoxhaj     | Bylis           |

Źródło: soccerway

## Stadiony
| Bylis               | Flamurtari           | Kukësi                   | Laçi                    | Partizani           |
| Stadiumi Adush Muça | Stadiumi Flamurtari  | Stadiumi Zeqir Ymeri     | Stadiumi Laçi           | Qemal Stafa Stadium |
| Pojemność: 5 200    | Pojemność: 8 200     | Pojemność: 5 000         | Pojemność: 2 300        | Pojemność: 19 700   |
|                     |                      |                          |                         |                     |
| Skënderbeu          | Teuta                | Tirana                   | Tërbuni                 | Vllaznia            |
| Stadiumi Skënderbeu | Stadiumi Niko Dovana | Stadiumi Selman Stërmasi | Stadiumi Ismail Xhemali | Reshit Rusi Stadium |
| Pojemność: 5 724    | Pojemność: 12 040    | Pojemność: 9 600         | Pojemność: 1 950        | Pojemność: 1 200    |
|                     |                      |                          |                         |                     |